# Teatro Museu da Marujada
O Teatro Museu da Marujada é um teatro e museu brasileiro fundado em 1997 no antigo cinema olímpia, localizado na cidade brasileira de Bragança, na região nordeste do estado do Pará, foi construído para homenagear os 204 anos de tradição da marujada de São Benedito na região, uma manifestação religiosa e cultural do povo bragantino e do estado paraense.
O prédio do Teatro Museu possui a fachada colorida. Na parte interna, semelhante a um grande galpão, ocorrem os ensaios do grupo da Irmandade de São Benedito e a apresentação oficial da marujada que ocorre anualmente no dia 26 de dezembro, durante a festividade de São Benedito, além de eventos sócio-culturais diversos. O grupo foi formado em 1798 pelos escravizados, em louvor ao santo padroeiro.
No teatro, além de servir de espaço para esta importante manifestação religiosa, que misturam traços das culturas africanas e europeia, existe uma exposição permanente de: quadros e artesanatos de artistas da região; instrumentos musicais utilizados; registros históricos da marujada; expostos estatuas; trajes típicos da festividade; registros das danças e personagens históricos dessa manifestação.
Em 2022, ano em que comemorou – se 224 anos de tradição da Marujada de São Benedito, o espaço passou por melhorias e adaptação, sua reforma, proveniente da parceria entre o governo do estado do Pará e prefeitura municipal, proporcionou elegância e conforto aos seus visitantes. Tais melhorias aconteceram na pintura, piso, cobertura banheiros adaptados, climatização, iluminação, recuperação da fachada etc. O evento de reinauguração do espaço contou com celebres autoridades locais, tais como; o prefeito Raimundo Nonato e seu vice Dr. Mário Jr e autoridades estaduais e federais, tais como; o governador do estado Helder Barbalho, o secretario de cultura do estado Bruno Chagas, o deputado federal Hélio Leite e a presença ilustre da cantora paraense Fafá de Belém.

## Marujada
A Marujada de Bragança é Patrimônio Cultural do Estado do Pará. É considerada a maior manifestação cultural/religiosa da região de Bragança. A Marujada em Bragança é diferente da Marujada na região nordeste do Brasil, pois esta remete a Nau Catarineta.
A festividade completa da Marujada acontece no período de 18 à 26 de dezembro, mas esta inicia no mês de abril, quando as comitivas de rezadeiras São Benedito peregrinam por todas as residências, realizam as ladainhas e recebendo donativos, nas três áreas da região: praias, colônias e, campos.